# 鳥取県道221号余子停車場線
鳥取県道221号余子停車場線（とっとりけんどう221ごう あまりこていしゃじょうせん）は、鳥取県境港市を通る一般県道である。

## 概要
境港市竹内町のJR西日本境線 余子駅から国道431号交点に至る。

### 路線データ
- 起点：鳥取県境港市竹内町（JR西日本境線 余子駅前、鳥取県道246号渡余子停車場線終点）
- 終点：鳥取県境港市竹内町（竹内団地入口交差点、国道431号交点）
- 総延長：1.0 km

## 路線状況

### 重複区間
- 鳥取県道246号渡余子停車場線（境港市竹内町）

## 地理

### 通過する自治体
- 鳥取県
  - 境港市

### 交差する道路
| 交差する道路                             | 交差する場所 | 交差する場所              |
| ---------------------------------------- | ------------ | ------------------------- |
| 鳥取県道246号渡余子停車場線 重複区間起点 | 竹内町       | 起点                      |
| 鳥取県道246号渡余子停車場線 重複区間終点 | 竹内町       |                           |
| 国道431号                                | 竹内町       | 竹内団地入口交差点 / 終点 |

### 沿線
- JR西日本境線 余子駅